# La Formule de Dieu
La Formule de Dieu est un roman du journaliste et écrivain portugais José Rodrigues dos Santos. Initialement édité en 2006, il est paru en France le 14 juin 2012, chez HC Éditions, puis réédité en 2013, chez Pocket.
À la croisée du roman historique et du thriller, avec un vocabulaire et des concepts relevant de la physique, le récit interprète certaines découvertes scientifiques, notamment dans le domaine de la physique quantique, de manière à répondre à des questions existentielles. 
Le roman a été publié en 17 langues et vendu à plus de 2 millions d'exemplaires (selon l'éditeur). Au 26 juillet 2012, il a atteint la 12e place des ventes en France selon Livres-Hebdo.

## Résumé
Tomás Noronha, professeur d'histoire spécialiste en cryptologie à l'université nouvelle de Lisbonne au Portugal, est sollicité par le ministère de la Science iranien pour décrypter un manuscrit inédit d'Albert Einstein. La CIA est mise au courant de l'affaire et n'hésite pas à faire du professeur Noronha un agent double. Parallèlement, un des collègues de son père, physicien et ancien collaborateur d'Einstein, disparaît mystérieusement.
C'est le début d'un récit qui va emmener le lecteur des rues de Téhéran au QG de la CIA, en passant par un monastère bouddhiste niché au cœur des montagnes tibétaines, à la rencontre des plus récentes théories de physique quantique et des textes fondamentaux de la sagesse universelle.

### Lieux réels traversés
- Égypte : Le Caire (place Tahrir, Caire islamique)
- Portugal : Lisbonne (fondation Gulbenkian), Coimbra (Université, hôtel Astoria)
- Iran : Téhéran (Evin), Bandar Torkaman
- Chine ( Tibet) : Lhassa (palais du Potala), Shigatsé

## Critique
À l'inverse d'un roman comme le Da Vinci Code, l'auteur de La Formule de Dieu précise dès le départ que l'ensemble des thèses et théories présentées dans l'ouvrage seraient scientifiquement reconnues. Ce préambule induit une certaine confiance envers les explications de l'auteur qui ponctuent le récit. Progressivement, la problématique géopolitique (l'Iran cherchant à concevoir un nouveau type d'engin nucléaire, la CIA tentant de l'en empêcher) s'efface au profit d'une quête sur les origines de l'univers et le sens de la vie, avec une interprétation dans ce but de certains résultats de la physique quantique et de la cosmologie. 
La trame scientifique fondamentale de ce livre renvoie à une nouvelle d'Isaac Asimov La Dernière Question, publiée en 1956, qui développe le paradigme d'un univers cyclique, fondé sur l'augmentation inexorable de l'entropie, les progrès de l'intelligence artificielle, la fusion de cette intelligence avec la matière, l'énergie et la conscience, son existence hors de l'espace-temps disparu et sa capacité enfin à recréer l'univers. Telles sont les clés de l'énigme dans La Formule de Dieu. L'auteur remet ce paradigme à jour à la lumière des recherches scientifiques récentes, le modifie en se basant sur la théorie du Big Crunch et le complète d'une dimension métaphysique sur l'intention à l'origine de l'Univers. 
En revanche, l'auteur ne tient pas compte de l'exégèse des théologiens comme Thomas Römer ou Raymond E. Brown concernant la Bible, et donc reprend des hypothèses anciennes selon lesquelles la Bible cacherait des vérités scientifiques.
Dans sa « Note finale », l'auteur écrit : « Personne n’a jamais détecté les moindres traces de l’existence d’autres univers […]. Autrement dit, l’hypothèse des multi-univers repose précisément sur ce que la science critique le plus dans la pensée non scientifique – la foi. »
En France, en juillet 2012, la presse se fait l'écho d'un succès grandissant :
- le quotidien gratuit Métro[2] et la radio France Info[3] se sont fait l'écho de la promotion du roman début juillet 2012 ;
- Livres-Hebdo estime : « La Formule de Dieu  de Jose Rodrigues dos Santos semble devenir le succès surprise de l'été (2012) »[4] ;
- le Figaro.fr affirme que le livre « pourrait devenir le best-seller de l'été »[5].

## Publication
- A Fórmula de Deus, en portugais : 2006
- La Formule de Dieu, en français : 2012
- Das Einstein Enigma, en allemand : 2017